# AMC (tv-kanal)
 For alternative betydninger, se AMC. (Se også artikler, som begynder med AMC)
AMC er en amerikansk kabel-tv-kanal, der ejes af AMC Networks. Det blev lanceret den 1. oktober 1984.